# Consorcio para la Normalización Lingüística
El Consorcio para la Normalización Lingüística (Consorci per a la Normalització Lingüística en catalán), abreviado CPNL, es un consorcio de entidades públicas de Cataluña creado el 1988 para «fomentar el conocimiento, el uso y la divulgación de la lengua catalana». En 2012 contaba con 22 centros repartidos por toda Cataluña.
Desde 1998, la «Ley de política lingüística» le otorga una misión de coordinación del fomento del conocimiento, el uso y la divulgación del catalán, tal como el gobierno reguló su obligación de «crear y subvencionar centros dedicados a fomentar el conocimiento, el uso y la divulgación del catalán». En 2009, el Consorcio acogió el estudiante un millón.
En la actualidad, forman parte del Consorcio la Generalidad de Cataluña, 97 ayuntamientos, 37 consejos comarcales y la Diputación Provincial de Gerona, que conjuntamente garantizan su financiación.

## Funcionamiento
Para normalizar el catalán promueve y articula su enseñanza entre la población adulta, ofrece asesoramiento en ortografía, gramática, tipografía y léxico a particulares, empresas, asociaciones y administraciones públicas, y fomenta la presencia y el uso de la lengua en cada ámbito territorial. En sus primeros años, predominaba la enseñanza a los catalanohablantes que no habían tenido ocasión de aprender la ortografía y la gramática de su lengua durante el franquismo, así como al conjunto de inmigrantes castellanohablantes que llegaron a Cataluña entre los años 1950 y 1975. A partir del año 2000, su objetivo se centra, sobre todo, en la enseñanza a personas inmigradas.
El CPNL trabaja en los ámbitos siguientes: 

### Empresas y organizaciones
Para conseguir que el catalán esté presente en todos los contextos:
- Planes a medida para empresas y entidades que quieren iniciar un proceso de normalización lingüística.
- Análisis lingüístico de la organización.
- Plan de formación del personal para adecuar su nivel de catalán a las necesidades del puesto de trabajo.
- Asesoramiento lingüístico.

### Catalán para adultos
Para mejorar los conocimientos de catalán:
- Formación presencial y a distancia (Parla.cat) y autoformación.
- Cursos para aprender a hablar catalán (niveles básico y elemental).
- Cursos para aprender a usar correctamente el catalán escrito (niveles intermedio y de suficiencia).
- Cursos específicos: de conversación, de atención al público, para gestores, etc.
- Cursos de lenguaje de especialidad: lenguaje comercial, administrativo y jurídico.

### Asesoramiento
Para resolver dudas y escribir en catalán con seguridad:
- Información sobre recursos lingüísticos.
- Información sobre herramientas informáticas en catalán.
- Disponibilidad de modelos de documentos para asociaciones y empresas.[6]

A partir de los 18 años, cualquier persona puede ser alumno de los cursos organizados por el Consorcio, que adapta su oferta de servicios a las realidades sociolingüísticas cambiantes: cursos para personas de lengua materna china, cursos orales para personas no alfabetizadas... Según las oportunidades, colabora con otras entidades, como la Plataforma por la Lengua, la FOCIR u organizaciones profesionales  (cuando se trata de formar a un grupo específico).